# 光明寺 (飯田市)
光明寺（こうみょうじ）は長野県飯田市久米にある真言宗智山派の古刹。山号を円行山と称する。本尊は観音菩薩。

## 歴史
奈良時代の養老年間（717年-723年）僧行基諸国を遍歴し、この地が仏道弘通に適した場所と光明皇后安産祈願のため、千手観音像を安置した。行基の上奏により、天平13年（741年）勅使佐伯常人この地に来着、国守に命じて、七堂羅漢および十二院坊を造成したのが創建の始まりと伝わる。行基以後5代は法相宗であったが、6代目空海の弟子真然住職の時に真言宗となった。
薬師如来の像内より「奉造立保延六年（1140年）庚申三月三日」云々の墨書銘がある。また同像の背面に墨書された僧衆連名中に勝覚、行円、知算、良興、聞勝、増聖の名あり、勝覚は醍醐寺座主となり、のちに東寺の長者となった知名の真言僧である。これにより光明寺薬師の造立に関係あったと推定される。このころより本尊薬師如来に変更されたと推定される。
和歌山県那智町飛瀧神社境外にて大正年代発掘の銅製経筒に「信濃国伊那郡伊賀覧御庄 中村郷光明寺 如法経八部奉書寫 保元元年（1156年）九月八日 願主僧願西」という銘が刻まれていた。昭和27年ごろまでは東京国立博物館にて保管と伝わる。また同所出土の岐阜県土岐郡湘田法明寺僧道西在銘の経筒と一対をなすものと伝わる。
鎌倉時代の安貞2年（1228年）住僧憲深、境内上段に六所権現を創立。寺の鎮守と同時に郷土の産土神とした。南北朝時代は松尾城主小笠原貞宗の弟貞長が久米ケ城を築き光明寺を祈願寺として一円を寄進したので、寺運は上がったが、室町中期に至り、兵乱のため、荒廃する。慶長6年（1601年）徳川家康配下の伊那郡代官朝日受永より寺領、境内地等を寄進された。慶安2年（1649年）京都仁和寺一品親王から、ご紋付の両部大日如来二尊を贈呈される。元禄3年（1690年）薬師堂を再建し、薬師如来像を彩色した。
行基創建以来の観音菩薩像は朽ち果て、首の部分以外は延享年間に再加工し、宝暦3年（1752年）より本尊を観音菩薩に改めて、安産の祈願寺として、創建時の本尊に戻る。
昭和24年（1949年）阿弥陀如来坐像が国の重要文化財に、薬師如来坐像が国の重要美術品に指定される。

## 境内
- 本堂ー明治15年（1882年）顕昭再建。間口四間、奥行五間。
- 薬師堂ー元禄3年（1690年）再建。間口三間、奥行三間。
- 六所権現ー宝永4年（1707年）社殿再建。間口二尺五寸、奥行二尺八寸。
- 阿弥陀堂ー享保年間焼失後、文政6年（1823年）造立の棟札が残るが現存しない。明治2年(1869年）までは記載あるが、明治28年（1895年）の調書には記載なし。
- 庫裡ー慶応元年（1865年）顕昭再建。間口十三間、奥行六間。
- 鐘楼
- 山門ー明治元年（1868年）竹佐陣屋表門を移築。

## 文化財
- 阿弥陀如来坐像 - 平安後期の制作と伝わる。昭和24年（1949年）国の重要文化財に指定される。
- 薬師如来坐像 - 木造、保延6年（1140年）作の墨書が像内より見つかる。昭和24年（1949年）国の重要美術品に指定される。
- 経筒 - 和歌山県那智町飛瀧神社境外にて大正年代発掘の銅製経筒に保元元年（1156年）同寺の銘あり。東京国立博物館にて保管。

## 画像

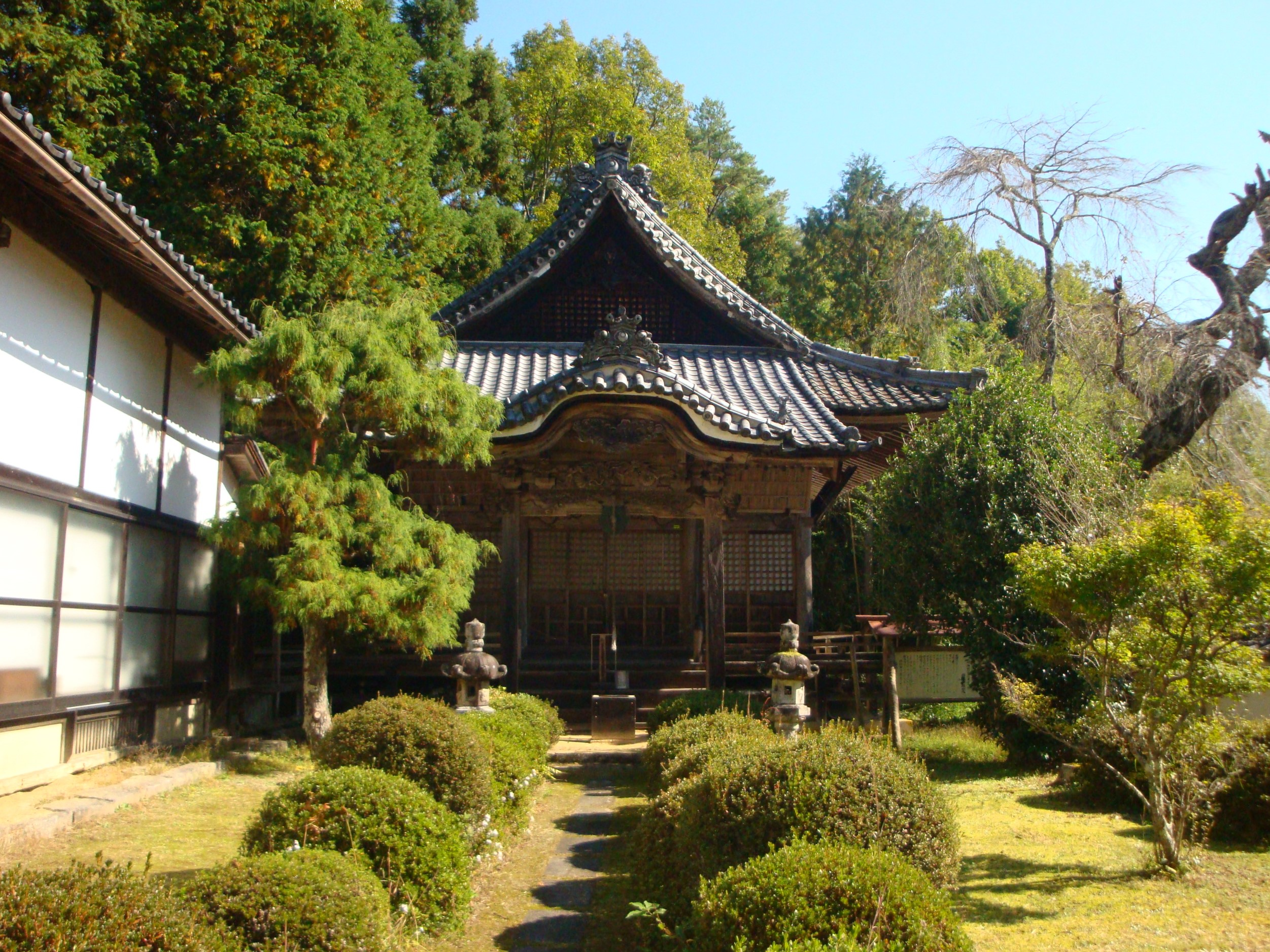
本堂
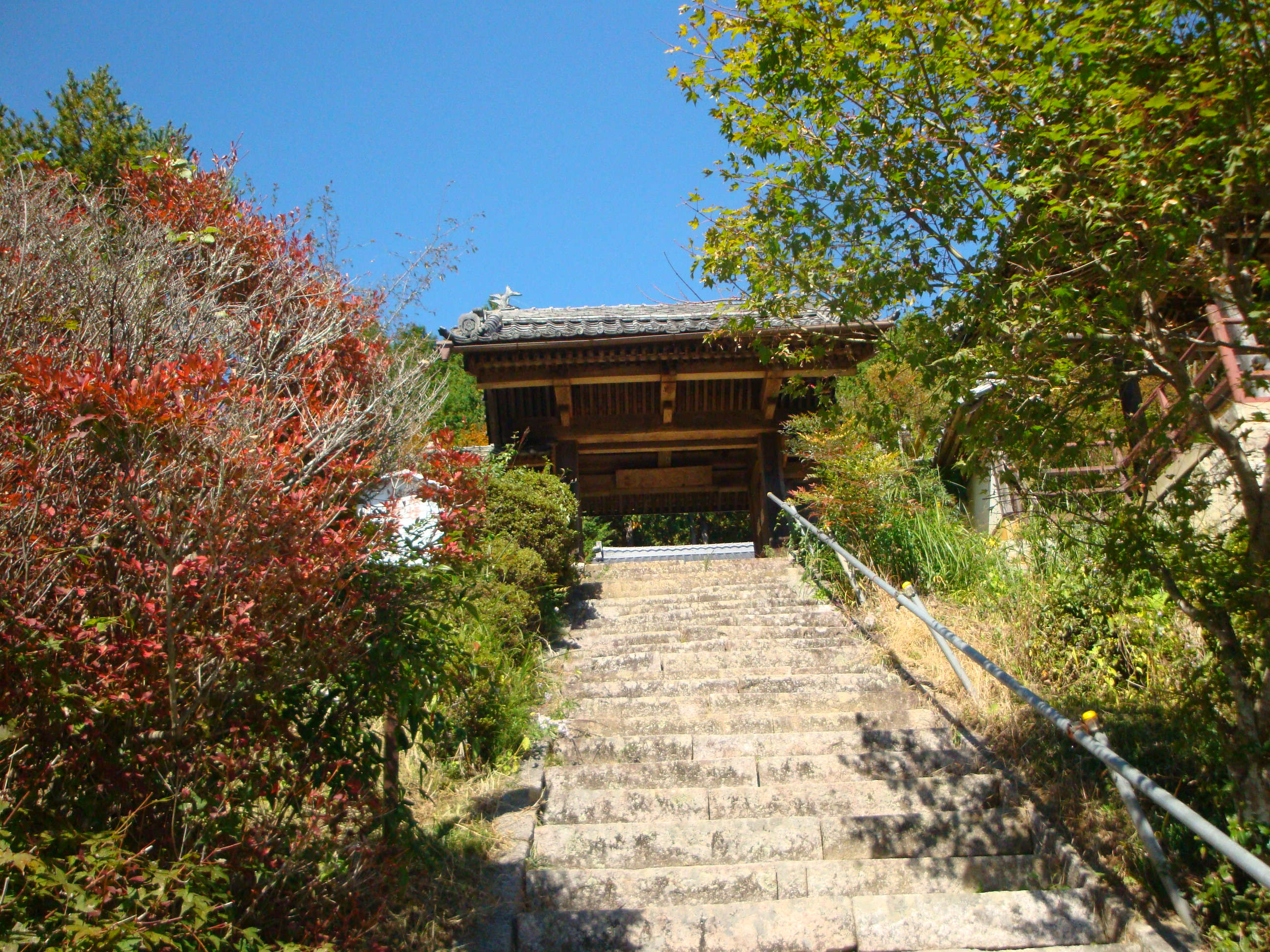
山門
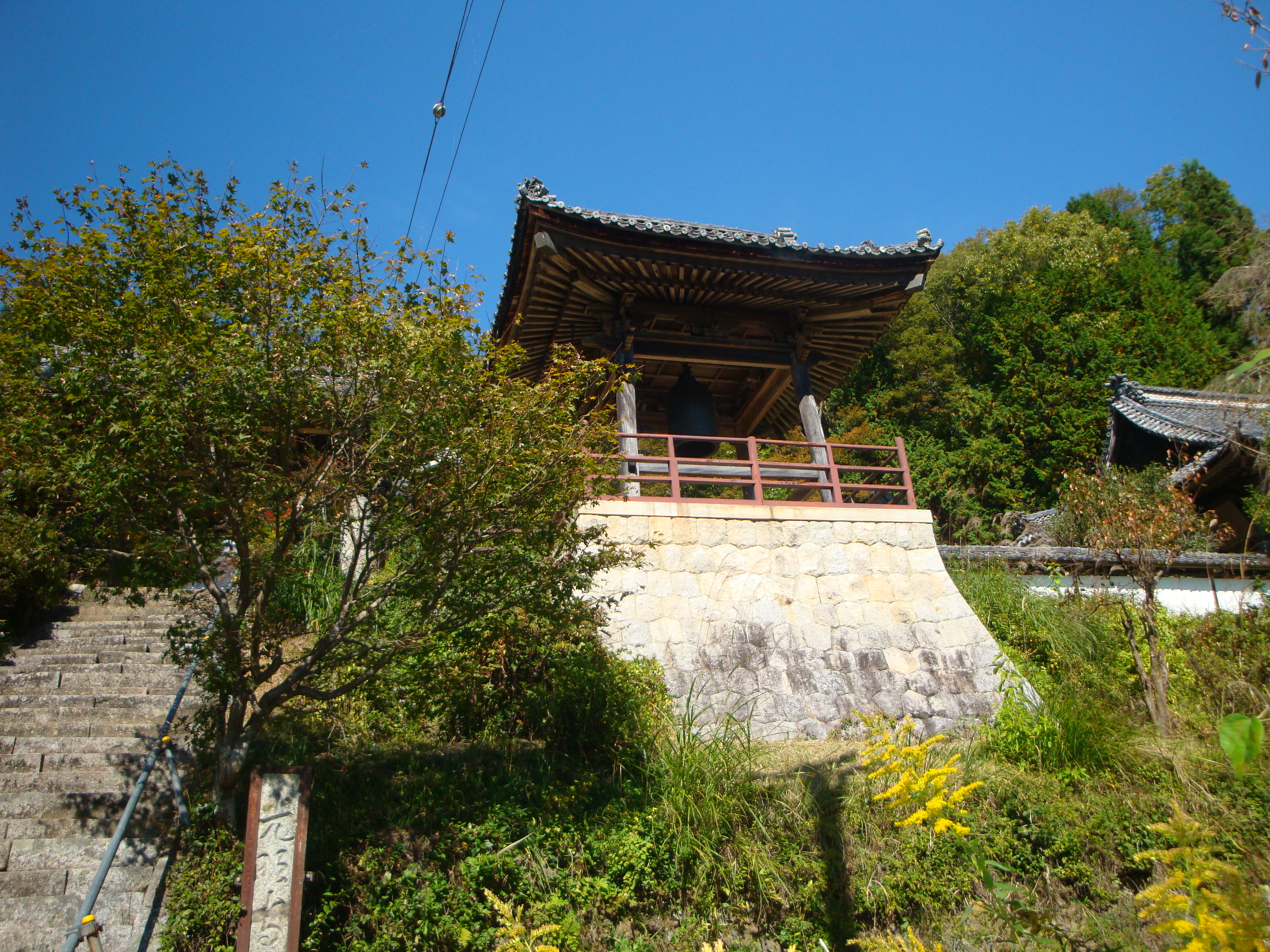
鐘楼
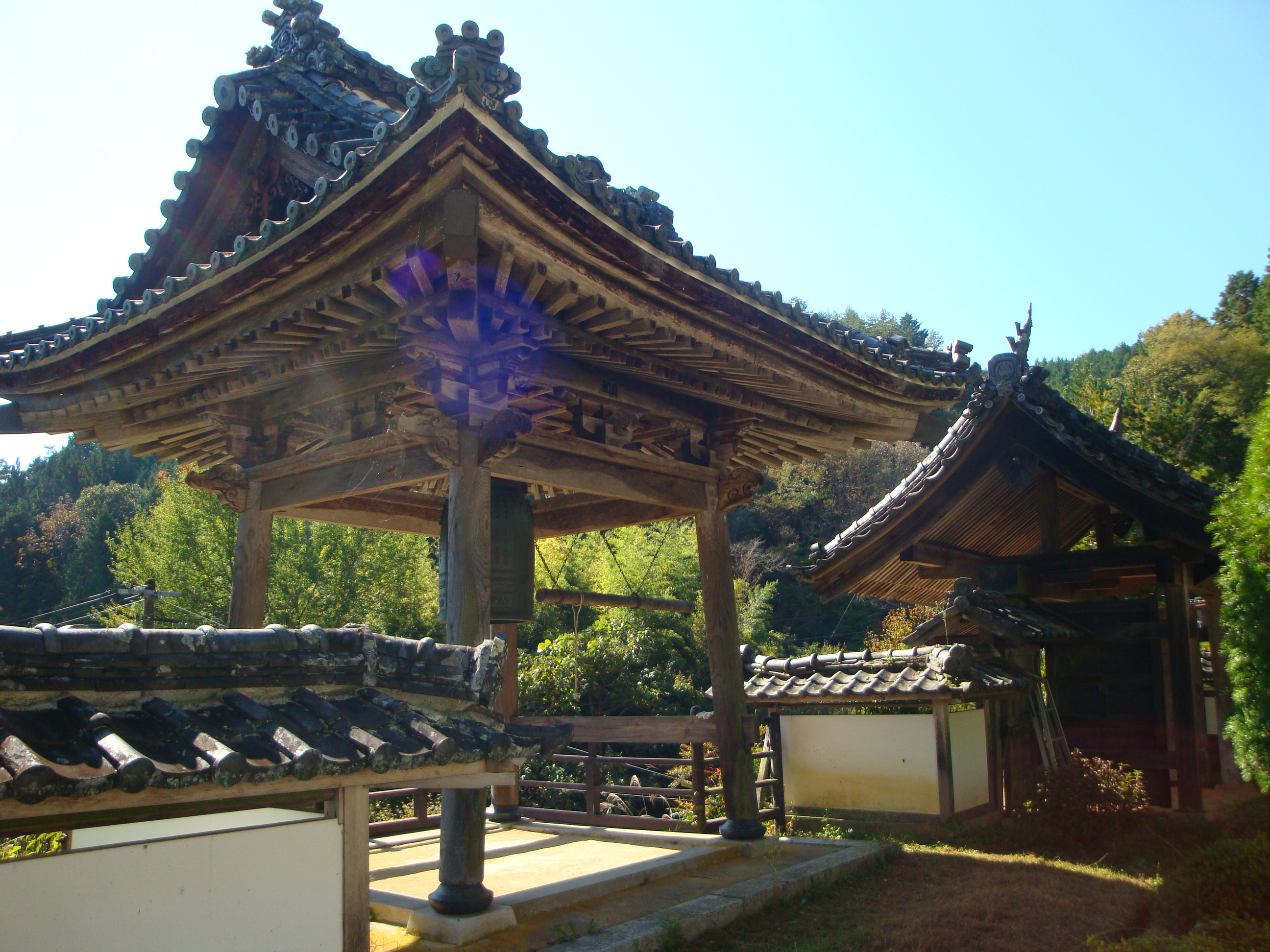
山門と鐘楼　庫裡側より
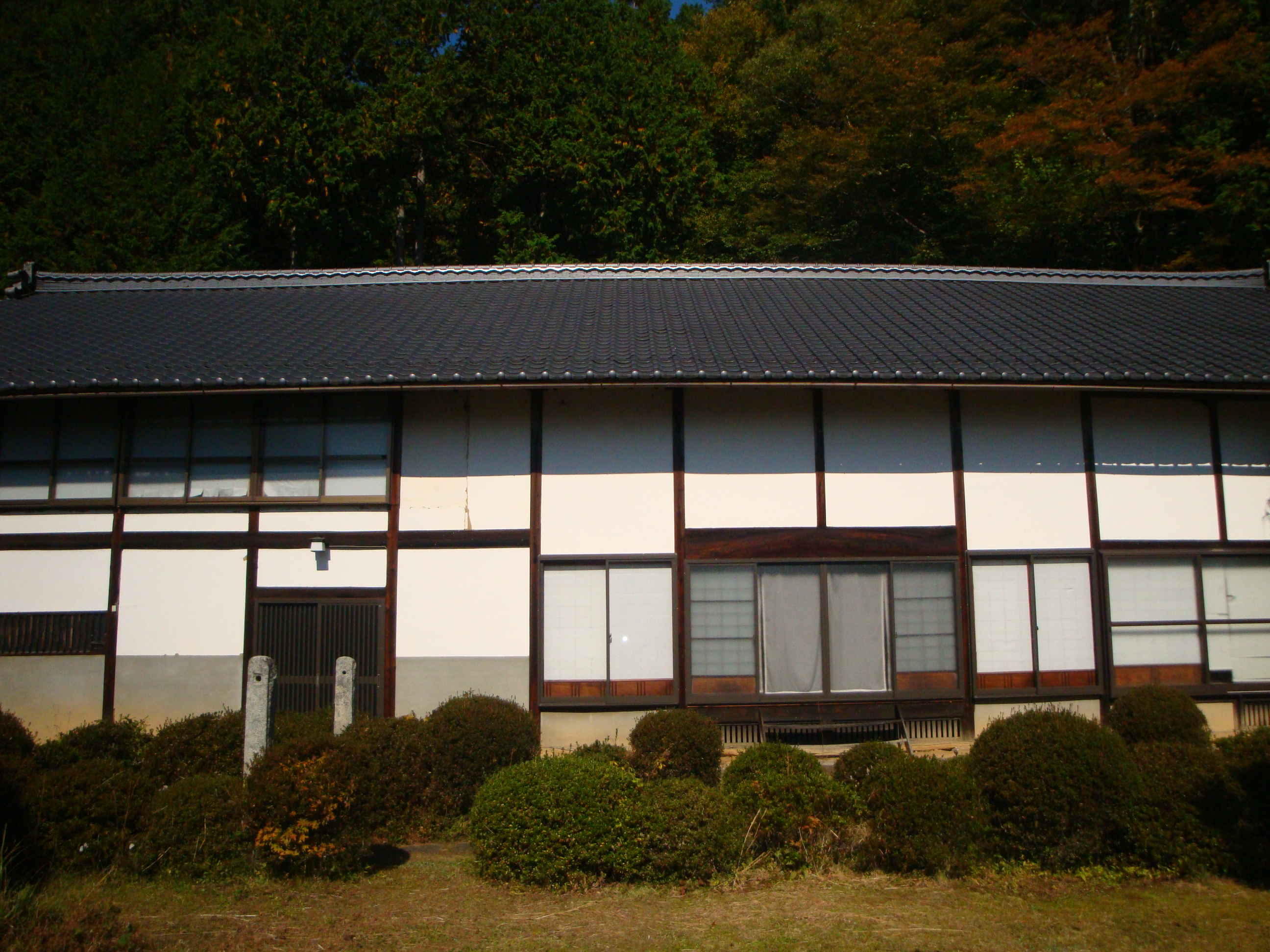
庫裡
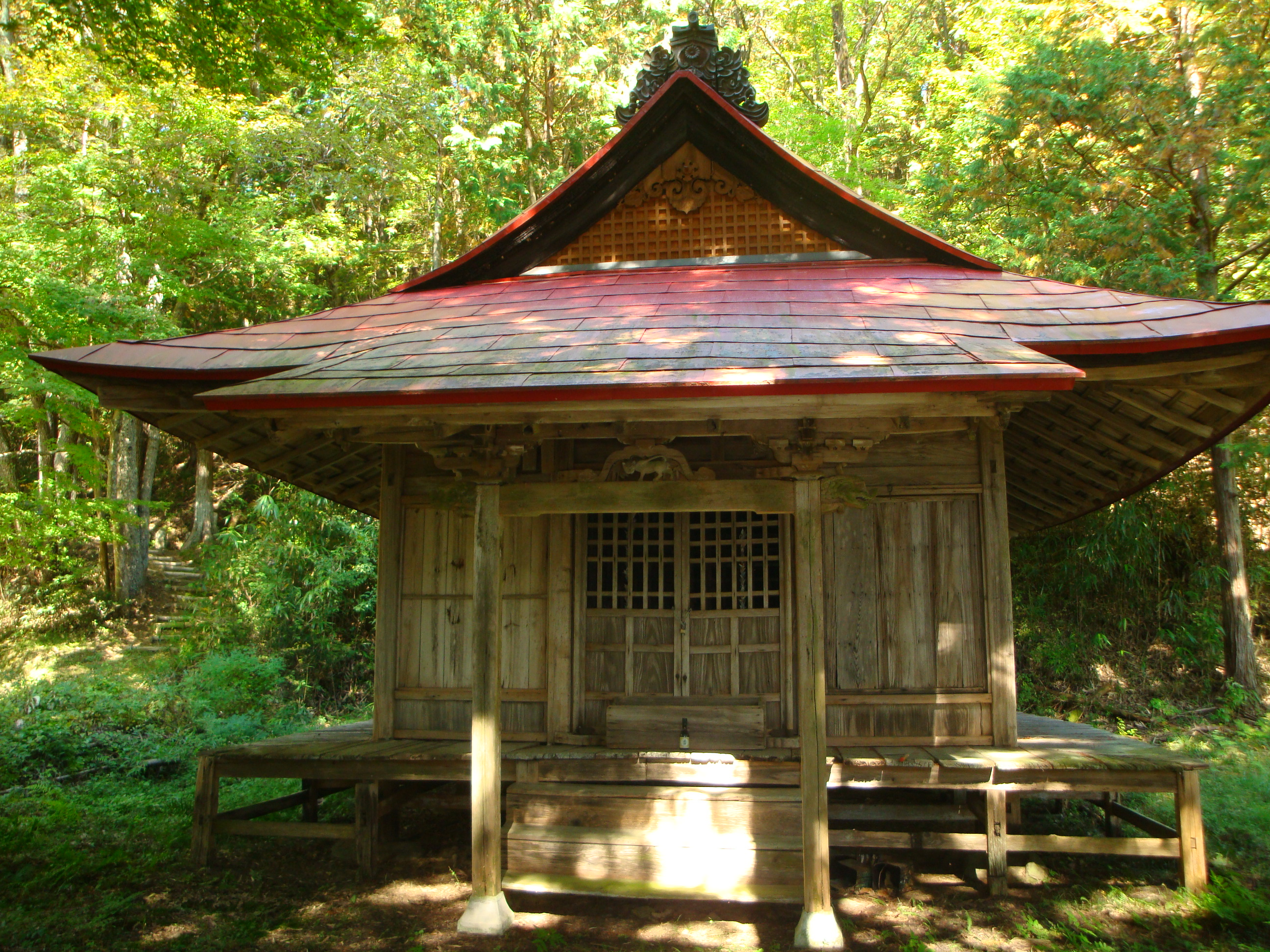
薬師堂
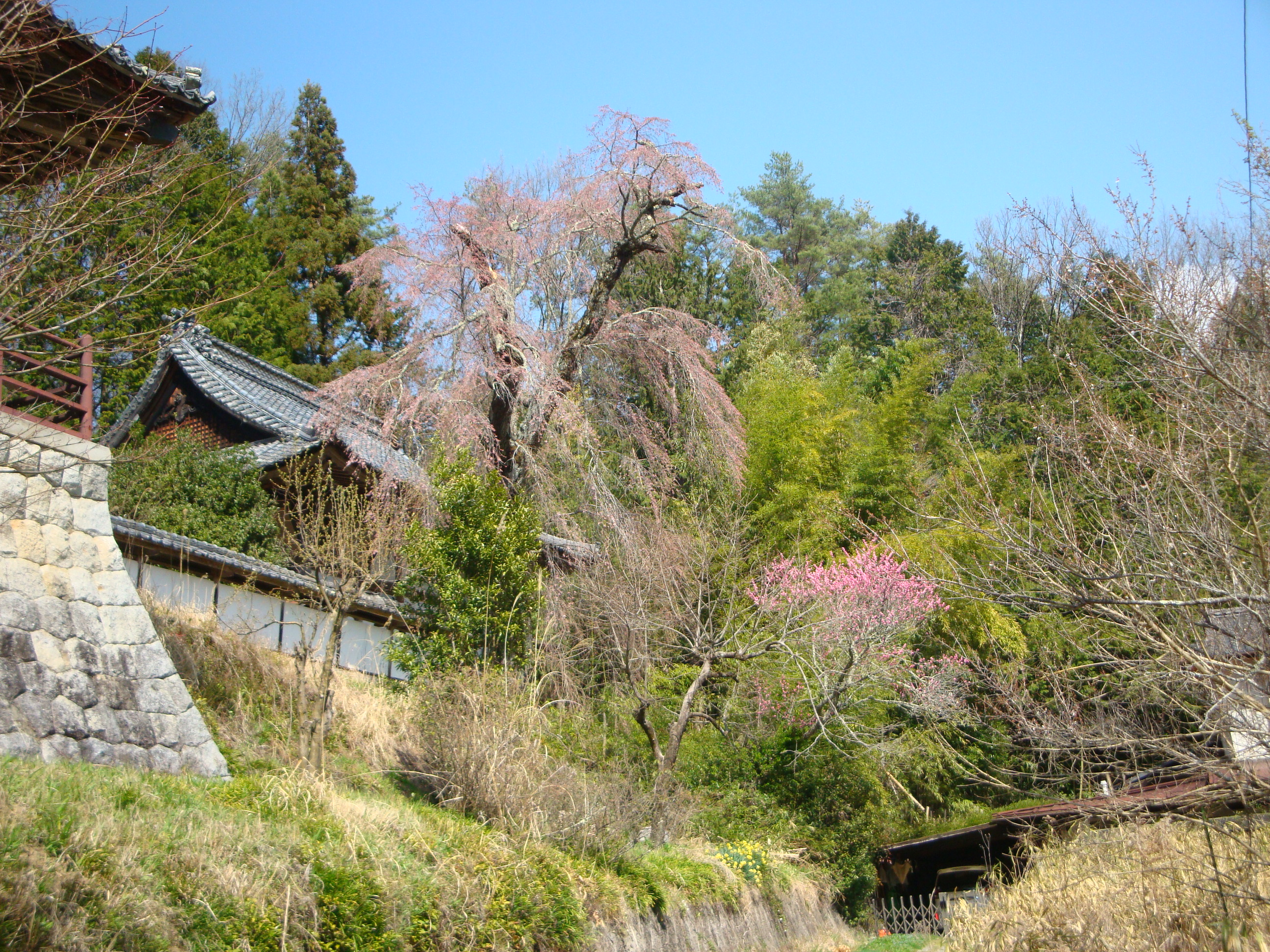
本堂と桜
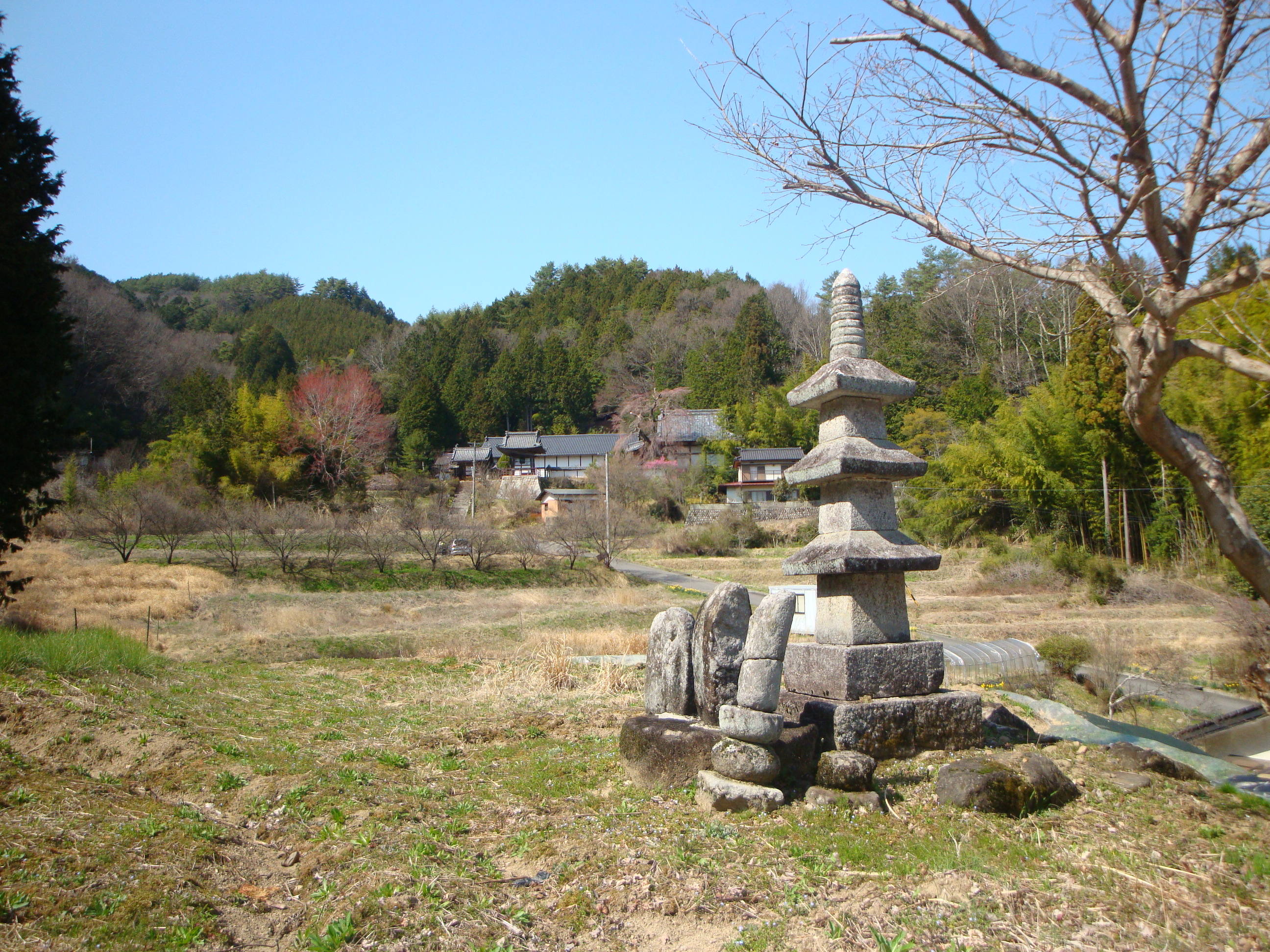
三重塔跡地より本堂を望む

## 所在地
- 長野県飯田市久米311

## 交通
- JR飯田線鼎駅より車使用約10分
- 中央道飯田インターチェンジより車で約8分